# 重力山

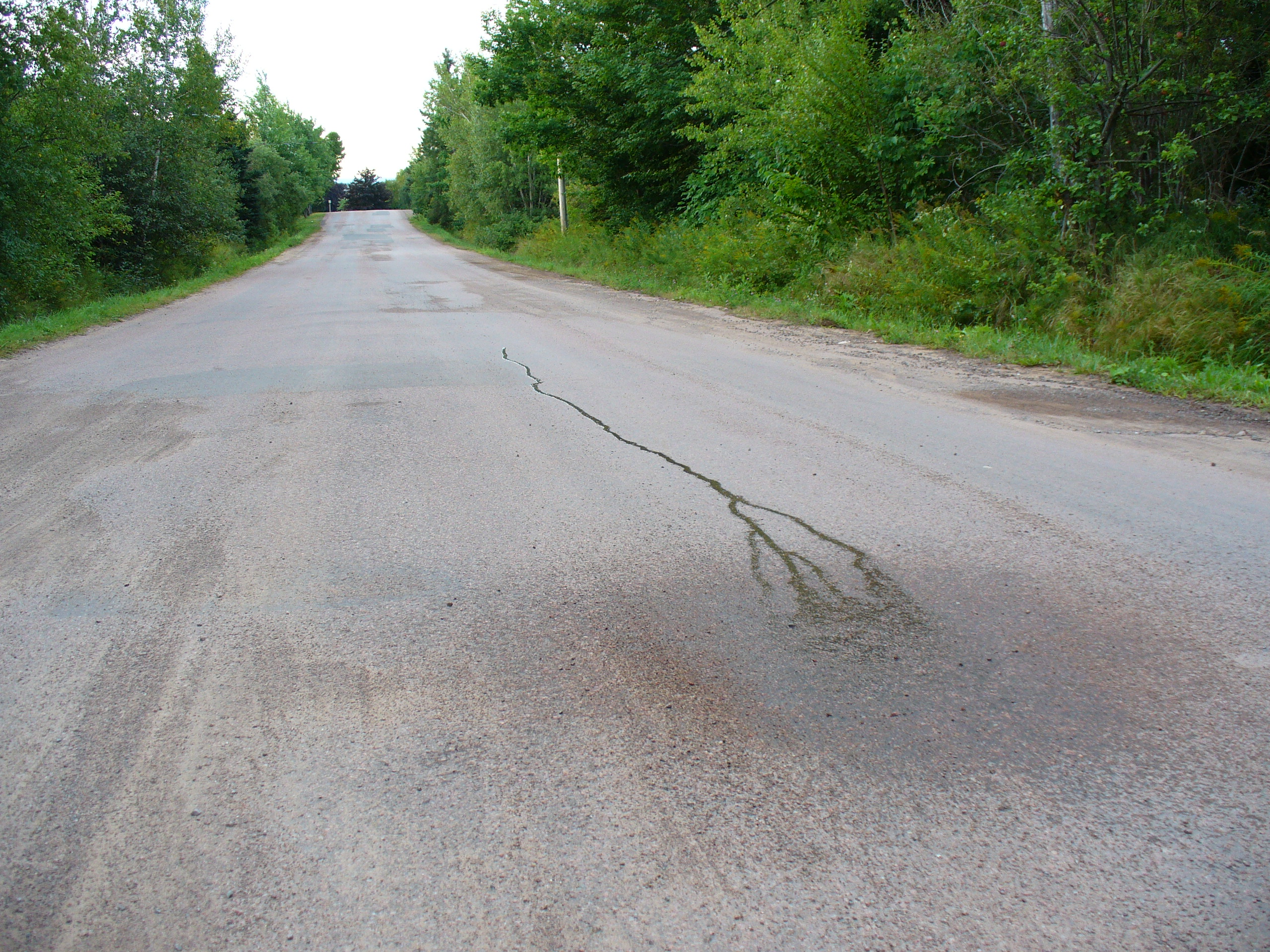
新不伦瑞克的磁力山(蒙克顿）上，水看上去在向山上流去，但实际上水在流向山下。

重力山（英語：Gravity hill），俗称怪坡，又称磁力山，神秘山，神秘点或重力路，是指周围的布局让观察者产生视觉错觉的地点，使一个轻微的下坡看起来是一个上坡。因此，在重力山上，一辆并不工作的汽车反而会在重力作用下“向山上行驶”。目前，全世界有数百个公认的重力山。
重力山的现象普遍被认为是一种光学错觉，也有磁力或超自然力量在起作用的说法。造成这种错觉的主要因素是视野中的地平线不完整，即没有足够的参照物，这样就很难判断路面的倾斜程度。人们通常认为物体或多或少会垂直于地面（如树木），但实际上它们可能是倾斜的，从而影响了观察者的视觉参考。
这种错觉类似于艾姆斯小屋，在小屋里，人在视觉上的大小会随着位置的变化而变化。
与此相反的现象有：在自行车比赛中，一种看似平坦的上坡道路被称为false flat。